# Infurcitinea roesslerella
Infurcitinea roesslerella är en fjärilsart som beskrevs av Lucas Friedrich Julius Dominikus von Heyden 1865. Infurcitinea roesslerella ingår i släktet Infurcitinea och familjen äkta malar. Inga underarter finns listade i Catalogue of Life.